# Myrmecophilus acervorum
Il grillo mirmecofilo di Panzer (Myrmecophilus acervorum (Panzer, 1799)) è un ortottero mirmecofilo appartenente alla famiglia Myrmecophilidae.

## Descrizione
Sono ortotteri di piccole dimensioni (2,5-4 mm), dal corpo ovaliforme, appiattito, privi di ali, di colore bruno-rossastro.

La femmina ha un ovopositore lungo 1,5-1,8 mm.

## Biologia
Questa specie compie il suo intero ciclo vitale come ospite cleptoparassita di colonie di diverse specie di Formicidae, nutrendosi del rigurgito delle operaie (trofallassi) o predando larve e uova. Per evitare di essere riconosciuta, assume lo stesso odore della specie parassitata, modificando la composizione degli idrocarburi della sua cuticola. Tra le specie parassitate vi sono Lasius spp. (L. alienus, L. flavus, L. niger), Formica spp., Tetramorium spp., Camponotus spp., Messor spp., Myrmica spp., Polyergus spp., Tapinoma spp..

### Riproduzione
Si riproduce per partenogenesi. Le femmine depongono le loro uova nei formicai di specie di piccole dimensioni. Lo sviluppo delle neanidi dura due anni, durante i quali esse migrano nei formicai di specie via via più grandi. L'aspettativa di vita dell'insetto adulto è di circa due anni.

## Distribuzione e habitat
La specie ha un areale che comprende buona parte dell'Europa, il Nordafrica e il Medio Oriente.
In Europa è certamente presente in Spagna, Italia, Austria, Germania, Repubblica Ceca, Slovacchia, Slovenia, Bosnia ed Erzegovina, Serbia, Kosovo, Montenegro, Croazia, Polonia, Bulgaria, Romania, Ungheria e Russia centrale. Dubbia la presenza in Francia.